# André Kertész

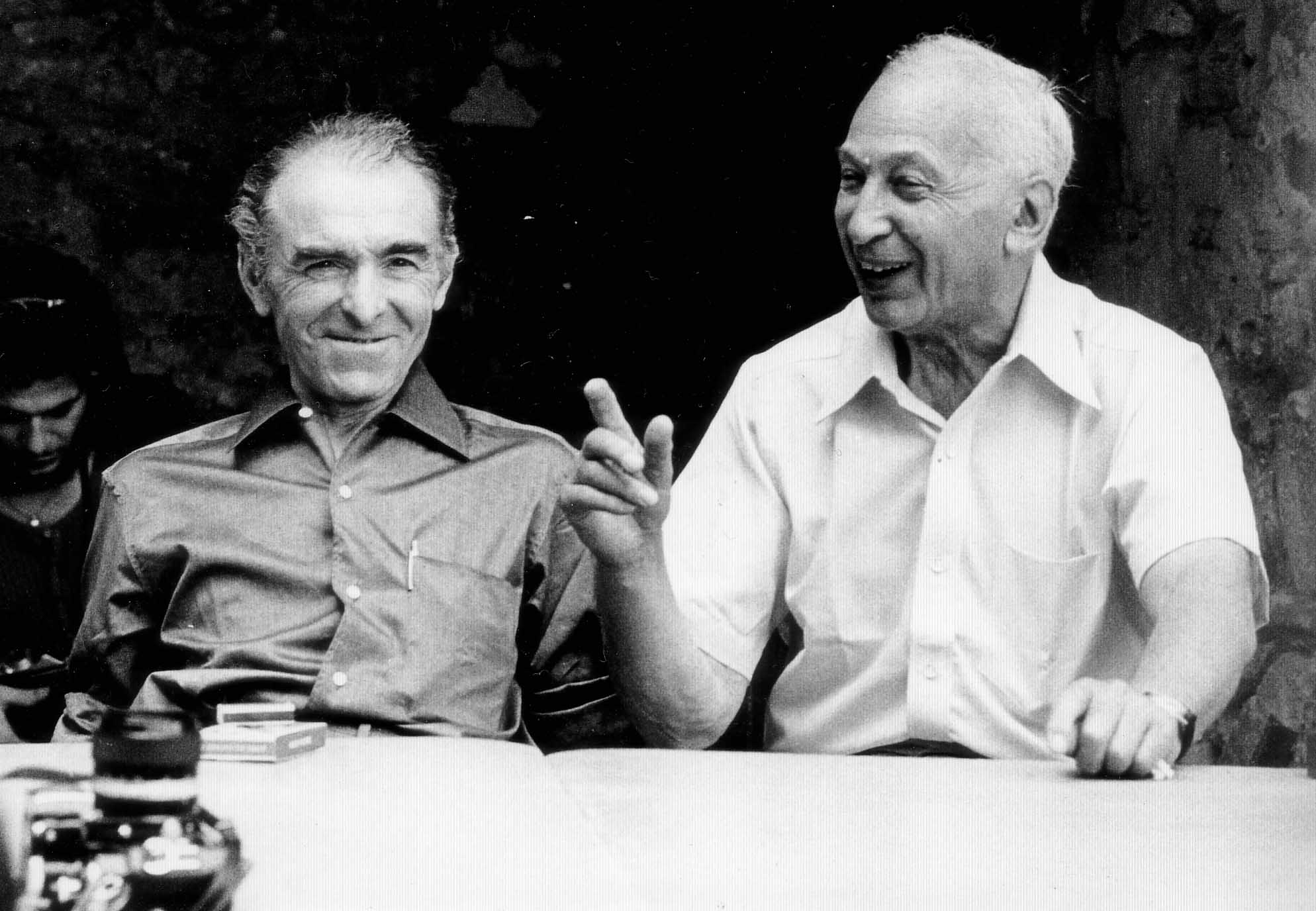
André Kertész (rechts) en Robert Doisneau, 1975

Andor ("André") Kertész (Boedapest, 2 juli 1894 - New York, 28 september 1985) was een uit Hongarije afkomstig fotograaf, in 1944 genaturaliseerd tot Amerikaan.

## Leven en werk
Kertész was de zoon van een Joodse boekhandelaar. Zijn vader wilde eigenlijk dat hij in het bankwezen ging werken en hij doorliep de handelsacademie in Boedapest. In 1912 kreeg hij zijn eerste camera. Tijdens de Eerste Wereldoorlog zou hij veel foto's maken aan het front. In 1916 won hij zijn eerste prijs met een zelfportret en in 1917 publiceerde hij zijn eerste foto's in het fototijdschrift Érdekes Újság. Eind 1918 ging het grootste deel van zijn negatieven verloren tijdens de Hongaarse revolutie.
In 1925 trok Kertész naar Parijs en ging daar fotograferen voor diverse vooraanstaande kranten en tijdschriften. Hij raakte bevriend met zijn landgenoot Brassaï, die hij aanzette om zich ook volledig te richten op de fotografie. In 1927 had hij zijn eerste solotentoonstelling in galerie 'Au Sacre du Printemps'. In 1928 exposeerde hij samen met Man Ray en Nadar in 'Salon de l'Escalier' aan de Champs-Élysées. Daarnaast werkte hij veel voor de kunsttijdschriften 'VU' van Leon Vogel en 'Art et Médecine'. Vanaf de jaren dertig publiceerde hij diverse fotoboeken, met het alledaagse Parijse straatleven als belangrijkste thema, vaak met veel aandacht voor schaduwwerking. Ook maakte hij veel objectfoto's, zoals van de bril van zijn vriend Piet Mondriaan. Ophef ontstond over zijn fotoboek Distortion uit 1933, met 200 kunstzinnige naaktfoto's van de modellen Najinskaja Verakatsj en Nadia Kasine.

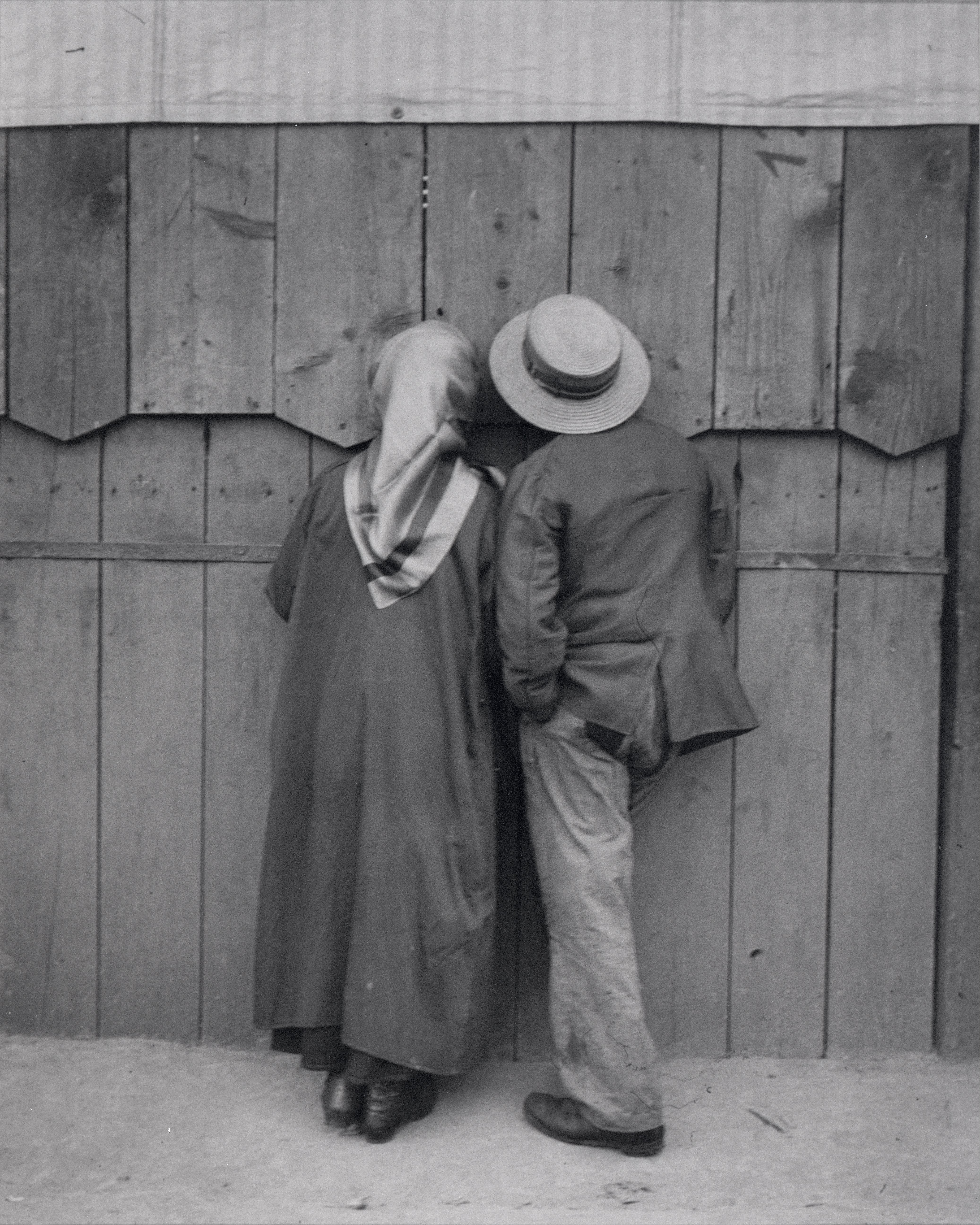
Kertész: Circus Boedapest, 1920

In 1936 emigreerde Kertész naar de Verenigde Staten en in 1944 werd hij Amerikaans staatsburger. Hij werkte voor gerenommeerde tijdschriften zoals Vogue en Harper's Bazaar. Toen hij na de oorlog zijn negatieven uit Frankrijk probeerde naar de Verenigde Staten te halen bleken deze, net als in 1918, grotendeels vernietigd. Van 1949 tot 1962 werkte hij vrijwel uitsluitend voor tijdschriften van de New Yorkse Condé Nast Publications. Na een ernstige ziekte beëindigde hij in 1962 zijn professionele carrière. Wel bleef hij tot aan zijn dood nog kunstfoto's maken op persoonlijke titel, altijd in zwart-wit.
Kertész werd meermaals onderscheiden, onder andere met een eredoctoraat van de Royal College of Art. In 1983 werd hij onderscheiden door de Franse overheid met de opname in het Legioen van Eer. Hij overleed in 1985, 91 jaar oud.

## Trivia
- In 2008 werd een krater op Mercurius naar Kertész vernoemd.

## Werk in openbare collecties (selectie)
- Rijksmuseum Amsterdam[1]